# Capriccio (musique)
Pour les articles homonymes, voir Capriccio.
Un capriccio (terme italien ; capricci au pluriel) ou caprice, est un genre musical qui donne son nom à des pièces ou à des mouvements (capriccioso) le plus souvent enjoués et de forme libre. Le capriccio typique est rapide, intense et souvent virtuose.

## Musique baroque et classique
L'une des premières utilisations musicales du mot, est à destination de la musique vocale, avec les madrigaux italiens de Jacquet de Berchem, Primo, secondo e terzo libro Capriccio a 4, dès 1561 et se rencontre chez Adriano Banchieri, dans sa Barca di Venetia per Padova (1605). Mais le mot désigne aussi une chanson à danser sur un rythme de gaillarde ou une danse.
À la fin du XVIIe siècle Furetière en donne une définition :

« Caprice, se dit des pièces de poésie, de musique, et de peinture, qui réussissent
plutôt par la force du génie que par l’observation des règles de l’art, et qui n’ont aucun nom certain. »

— Antoine Furetière, Dictionnaire, éd. 1690.
Dans la musique baroque le terme s'applique souvent à une courte pièce pour clavier, par exemple les caprices (1624) de Girolamo Frescobaldi et Froberger (qui en laisse 17), les (fugues et) caprices de François Roberday (1660). Jean-Sébastien Bach écrit un cycle de musique à programme, Capriccio sopra la lontananza del suo fratello dilettissimo, composé vers 1703–1706, c'est l'une de ses premières œuvres connues. Il conclut sa Partita no 2 en ut mineur BWV 826 (1731) par un caprice.
Mozart écrit un Cappriccio pour piano K. 395 (1777) et Beethoven un Alla Ingharese, quasi un capriccio, rondo mieux connu sous le nom de Colère pour un sou perdu, op. 129 (c.1795).

## Musique romantique
Niccolò Paganini compose ses 24 caprices pour violon seul (c.1805), Luigi Legnani utilise le capriccio pour ses 36 solo virtuoses pour guitare seule et Tchaïkovski et Rimsky-Korsakov l'utilisent pour leurs œuvres orchestrales respectives Capriccio italien (1880) et Capriccio espagnol (1887). Carlo Alfredo Piatti écrit ses caprices op. 22 et 25 pour le violoncelle.
Johannes Brahms écrit sept capricci pour piano, durant les dernières années de sa vie (1878 et 1892), tous considérés comme faisant partie des pièces les plus inhabituelles et abouties de la fin de la période romantique.
Camille Saint-Saëns compose un Introduction et Rondo capriccioso pour violon et orchestre (1863), avec la partie de violon solo très virtuose. En 1887 il compose Caprice sur des airs danois et russes op. 79, pour flûte, hautbois, clarinette et piano, en 1894 Caprice arabe pour deux pianos op. 96 et en 1898 Caprice héroïque op. 106 pour 2 pianos.

## Musique contemporaine
Le Capriccio se retrouve parfois dans la musique écrite au XXe siècle : chez Igor Stravinsky (Capriccio pour piano, 1929 — dont le troisième mouvement est noté Allegro capriccioso ma tempo giusto) ; chez Ligeti qui compose Duo Capricci pour piano (1947) et Penderecki composant un Capriccio per Siegfried Palm (1968) destiné au violoncelle.

## Enregistrement
- Capriccios – Quatuor Capriccio : Cécile Agator et Yaoré Talibart, violons ; Flore-Anne Brosseau, alto ; Samuel Etienne, violoncelle. Avec : Gérard Caussé, alto ; Yan Levionnois, violoncelle (18-21 avril 2018, Orchid Classics ORC100094) (OCLC 1099659273) — Le programme comprend des œuvres pour quatuor et sextuor à cordes, intitulées Capriccio ou comportant un mouvement capriccio : de Joseph Haydn (Quatuor op. 20 no 2/ Hob:III.32, 1772), Robert Fokken (en) (Capriccio variations, « Le hérisson interrompant », 2017), Eugène Ysaÿe (Variations sur le 24e Caprice de Paganini, 1941), Mieczysław Weinberg (Capriccio, op. 11, 1943), Felix Mendelssohn (Quatre pièces pour quatuor, op. 81, 1827-1847 : Fugue, Capriccio, Andante et Scherzo), Richard Strauss (Sextuor d'ouverture de Capriccio, 1941). « Au sein du cadre rigoureux du quatuor à cordes, le « caprice » offre aux archets individuels leur espace de liberté[3]. »